# Krolikowski Art
Krolikowski Art — український мистецький дует, утворений в 2007 році. Складається з Александера Кроліковського та Александри Кроліковської. Дует працює з різними носіями — аналоговими фотографією та відео, інсталяціями, новими носіями та перформансом. Іноді дует називають «Бонні та Клайд сучасного мистецтва», завдяки романтичним відносинам на тлі спільної справи.
У власних практиках дует апелює до таких тем, як колективне несвідоме («Crimea Dreaming»), ритуал («Start Over»), утопічне мислення («Memories of The Future»), повернення до Великого Наративу («Supernova»), сучасна міфологія та НЛО («High Hopes», «Truth is Out There 2»), інформаційна війна та політичні маніпуляції («The Modern Newts»), емоції та сприйняття штучного інтелекту («Video 8 Poetry»).
Митці декларують, що головною метою їх діяльності є подолання кризи постмодерну завдяки коливанням між модерністською щирістю та постмодерною іронією.
Обидва учасники — уродженці Донецька. З 2007 по 2014 мешкали в м. Севастополь, але через анексію Криму та війну на сході учасники дуету стали вимушеними переселенцями.

## Проекти дуету
Активну художню діяльність дует веде з  2012 року, відколи взяв участь в виставці в Museum of London.
В 2013 році Krolikowski Art представляє фотоінсталяцію «Jailbreak» в рамках мистецької резиденції «IO Коктебель art residence», та передчуваючи майбутні політичні події, разом з німецьким митцем Герберт Рометч робить інсталяцію «Every Heart is a Revolutionary Cell» з автомобільних покришок, які стануть символом революції Гідності чотири місяці поспіль.
В 2015 дует продовжує співпрацювати з Герберт Рометч та пізніше, в рамках Одеської бієналє сучасного мистецтва вони разом створять проект «Moneyfesto». Інсталяція представляє собою порожню галерейну кімнату, яка наповнена ароматом доларових купюр.
Рефлексуючи над втратою рідного міста та зв'язку з домом, у 2015 році митці відновлюють втрачені фотоархіви з дитинства в Донецьку та відтворюють відновити архів по пам'яті. Під час кураторського проекту Лії та Андрія Достлієвих «Реконструкція пам'яті» створюють фотографічну інсталяцію «Memory Decay». Окремі світлини фотоінсталяції були представлені на виставці разом з доктором Сонгте Джонг в Сеулі в Південній Кореї в галереї Korea Foundation.
Під час резиденції в PRAM Studio в Празі дует працює з темою інформаційної війни та створює мультимедійну експозицію «Саламандри Сьогодення» — проект, який крізь художні образи і метафори роману Карела Чапека «Війна з Саламандрами» пояснює основні методи інформаційної війни в мережі. Роком пізніше проект представлено в галереї Димчук в Києві.
Особливу увагу в творчості митці приділяють темі сучасним міфологемам, таким як НЛО. НЛО присвячені такі роботи як "Truth is Out There " (АкТ, Київ), «High Hopes» (Галерея на Штайнбарга, Чернівці), «Truth is Out There 2» (Мистецький Арсенал АкТ, Київ).
У 2019 році в арт-резиденції KAIR (Кощице, Словаччина) дует починає працювати з аналоговим відео та темою штучного інтелекту.

## Переклади
В 2016 році дует зробив переклад «Маніфесту Метамодернізму».